# Список грибов, занесённых в Красную книгу Амурской области
В данном списке указаны все грибы, включённые в состав Красной книги Амурской области издания 2009 года. Колонки КА и КР указывают статус вида в Красной книги Амурской области и Красной книге России соответственно. Все виды в Красной книге Амурской области, так же как и в Красной книге России, поделены на 6 категорий.
Согласно постановлению Правительства Амурской области от 21 августа 2008 года, Красная книга должна переиздаваться с актуализированными данными не реже, чем каждые 10 лет.

## Список таксонов
Все виды в Красной книге поделены на следующие категории:
| Красная книга Амурской области: 0 — Вероятно исчезнувшие таксоны и популяции, известные ранее на территории Амурской области, нахождение которых в природе не подтверждено последние 50 лет. 1 — Находящиеся под угрозой исчезновения таксоны и популяции, численность особей которых уменьшилась до критического уровня. 2 — Таксоны и популяции с неуклонно сокращающейся численностью, которые при дальнейшем воздействии лимитирующих факторов могут в ближайшее время попасть в категорию находящихся под угрозой исчезновения. Делятся на две подкатегории: а) виды, численность которых сокращается в результате изменения условий существования или разрушения местообитаний; б) виды, численность которых сокращается в результате чрезмерного использования их человеком и может быть стабилизирована специальными мерами охраны. 3 — Редкие таксоны и популяции, которые имеют низкую численность, распространены на ограниченной территории или спорадически распространены на значительных территориях. Делятся на пять подкатегорий: а) узкоареальные эндемики; б) имеющие значительный ареал, в пределах которого встречаются спорадически и с небольшой численностью популяций; в) имеющие узкую экологическую приуроченность, связанные со специфическими условиями обитания; г) имеющие значительный общий ареал, но находящиеся в пределах области на границе распространения; д) имеющие ограниченный ареал, часть которого находится на территории области. 4 — Таксоны и популяции с неопределённым статусом, которые, вероятно, относятся к одной из предыдущих категорий, но достаточных сведений о их состоянии в природе в настоящее время нет. 5 — Восстанавливаемые и восстанавливающиеся таксоны и популяции, численность и распространение которых под воздействием естественных причин или в результате принятых мер начали восстанавливаться; они не подлежат ещё промысловому использованию, и за их состоянием в природной среде необходим постоянный контроль. | Красная книга России: 0 — вероятно исчезнувшие 1 — находящиеся под угрозой исчезновения 2 — сокращающиеся в численности 3 — редкие 4 — неопределённые по статусу 5 — восстанавливаемые и восстанавливающиеся |

Всего в данный список включено 26 видов грибов.
В нижеприведённом списке порядок расположения таксонов соответствует таковому в Красной книге Амурской области.
| Иллюстрация         | Русское название              | Латинское название                                     | Краткое описание и ареал | КА | КР | Источники |
| ------------------- | ----------------------------- | ------------------------------------------------------ | --- | -- | -- | --------- |
|                     | Аурикулария волосистая        | Auricularia polytricha (Mont.) Sacc., 1885             | Плодовые тела съедобны, уховидной формы, на ощупь студенисто-резинистые. Наружная поверхность плодового тела покрыта серебристыми волосками. Обитает на пнях и валежнике. В Амурской области встречается в Хинганском заповеднике и в окрестностях Благовещенска. Вымирает в связи с антропогенной нагрузкой; возможно, в связи с изменением температуры окружающей среды. | 3б |    | [ 4 ]     |
|                     | Аурискальпиум обыкновенный    | Auriscalpium vulgare Gray, 1821                        | Шляпка 1—2 см диаметром; коричневого или серо-коричневатого цвета. Ножка гриба тонкая, длиной до 10 см. Споры серого цвета. В Амурской области отмечен в Хинганском заповеднике, Зейском заповеднике, также отмечен в Магдагачинском районе и в окрестностях Благовещенска. Вымирает из-за человеческой деятельности и деградации лесов вследствие лесных пожаров. | 2а |    | [ 5 ]     |
|                     | Трутовик лакированный         | Ganoderma lucidum (Curtis) P.Karst., 1881              | Сапрофит. Плодовые тела однолетние, полукруглой или почковидной формы, до 15 см диаметром. Ножка длиной 5—25 см. Ткань кремово-белая или тёмно-пурпурно-бурая, зональная. Трубчатый слой пурпурно-бурый. Споры коричневого цвета. Дереворазрушающий гриб, вызывает белую гниль. Обитает в древесине лиственных, реже — хвойных видов. В Амурской области встречается в Магдагачинском районе, Зейском заповеднике, урочище «Мухинка».                                               | 2а |    | [ 6 ]     |
|                     | Ежовик гребенчатый            | Hericium erinaceus (Bull.) Pers.), 1797                | Плодовое тело гриба округлое, грушевидной формы, до 20 см в диаметре, белого цвета, с желтоватым оттенком. Поверхность плодового тела покрыта шипами длиной 30—50 мм. Споры овальной либо округлой формы. Произрастает гриб на лиственных деревьях. В Амурской области гриб встречается в Зейском и Хинганском заповедниках, в окрестностях городов Зея и Благовещенск, в Свободненском районе.                                                                                     | 2  |    | [ 7 ]     |
|                     | Ежовик коралловидный          | Hericium coralloides (Scop.) Pers., 1794               | Плодовые тела съедобные, 20—40 см диаметром, древовидно-ветвистые, белого или желтоватого цвета, с белыми либо кремовыми шипами на нижней части ветвей, прикрепляются к субстрату. Ткань мясистая, белая или желтоватая. Споровой порошок белый. Дереворазрушающий гриб, сапротроф, вызывает белую гниль. Развивается на древесине лиственных деревьев. В Амурской области встречается в окрестностях Зейского района, городов Благовещенска, Тынды, Сковородино.                   | 2  | 3  | [ 9 ]     |
|                     | Ежовик усиковый               | Hericium cirrhatum (Pers.) Nikol., 1950                | Плодовое тело шириной 5—20 см, округлой формы, бледно-желтоватого или розового цвета. Мякоть не имеет особого запаха. Гименофор шиповатый, состоит мягких, густо расположенных, длиной около 0,5 см шипиков. В Амурской области встречается лишь в одном месте — урочище «Мухинка». | 2а |    | [ 10 ]    |
|                     | Трутовик скошенный            | Inonotus obliquus (Ach. ex Pers.) Pilát, 1942          | Дереворазрушающий гриб. Ткань гриба плотная, чёрного цвета, без запаха. Споры бесцветные, маслянистые на ощупь. Применяется в нетрадиционной медицине. В Амурской области встречается в Сковородинском районе, Зейском заповеднике, окрестностях Благовещенска. | 3б |    | [ 11 ]    |
|                     | Маслёнок рубиновый            | Rubinoboletus rubinus (W.G.Sm.) Pilát & Dermek, 1969   | Шляпка гриба светло-желтого либо коричневого цвета. Гименофор трубчатый, ярко-красного цвета. Трама белая или красноватая. В Амурской области известно лишь одно местонахождение — окрестности села Овсянка. | 4  |    | [ 12 ]    |
| Внешнее изображение | Обабок окрашенноножковый      | Leccinum chromapes (Frost) Singer, 1947                | Плодовые тела съедобны, длиной 6—11 см. Шляпка гриба серо-желтого цвета, диаметром 3—11 см. Мякоть белая. В Амурской области встречен в Свободненском и Зейском районах, окрестностях гг. Шимановска и Благовещенска. | 3б |    | [ 13 ]    |
|                     | Гомфус булавовидный           | Gomphus clavatus (Pers.) Gray, 1821                    | Плодовые тела съедобные, высотой 5—15 см и шириной от 2 до 10 см. Шляпка конусообразной формы, сначала фиолетового, а затем, по мере старения, буро-красного цвета. Мякоть белого, или розоватого цвета. В Амурской области встречается в Зейском заповеднике и в окрестностях села Овсянка. | 3г |    | [ 14 ]    |
|                     | Климакодон северный           | Climacodon septentrionalis (Fr.) P.Karst., 1881        | Плодовое тело гриба длиной 40 см, состоит из многочисленных сросшихся с друг другом сидячих шляпок округлой формы. Мякоть белая, с рыбным запахом. Гименофор гриба состоит из густых мягких шипиков. Споровой порошок белый; споры эллипсоидные. В Амурской области известно лишь местонахождение гриба в окрестностях Благовещенска. | 3б |    | [ 15 ]    |
|                     | Земляная звезда бахромчатая   | Geastrum fimbriatum Fr., 1829                          | Плодовое тело вначале шаровидное, затем раскрывается в форме звезды. Мякоть не имеет запаха и вкуса, на ощупь жесткая. Споры диаметром 3—3,5 мкм, круглые, бородавчатые, шоколадно-коричневого цвета. В Амурской области встречается в окрестностях Архаринского района, г.Благовещенска. | 3б |    | [ 16 ]    |
|                     | Клавариадельфус пестиковый    | Clavariadelphus pistillaris (L.) Donk, 1933            | Плодовые тела булавовидные, съедобные, до 17 см высотой и 1—5 см в диаметре, жёлтые или красновато-бурые. Ткань губчатая, белая или розовая, на срезе красновато-бурая. Ножка к основанию суживается. Споры белые или светло-жёлтые. В Амурской области встречается в Зейском, Магдагачинском, Свободненском районах. | 3б | 3  | [ 18 ]    |
|                     | Клавариадельфус усечённый     | Clavariadelphus truncatus (Quél.) Donk, 1933           | Плодовые тела съедобные, булавовидной формой, 4—14 см высотой и 2,5—7 см шириной, охряно-жёлтого или кожано-бурого цвета. Ткань ватообразная, беловатая, на срезе буро-фиолетовая. Ножка к основанию суживается. Споры белые. Гумусовый сапротроф. Произрастает в хвойных и хвойно-широколиственных лесах. Плодовые тела появляются в сентябре раз в 3—5 лет. В Амурской области обнаружен в Хинганском заповеднике и в районе озера Ротанье.                                       | 3  |    | [ 19 ]    |
|                     | Грифола курчавая              | Grifola frondosa (Dicks.) Gray, 1821                   | Плодовые тела шаровидной формы, состоят из повторно ветвящихся ножек белого цвета. Трама гриба белая, волокнистая, с приятным запахом. Споры гладкие, бесцветные. В Амурской области известен лишь по непотверждённым данным в окрестностях города Зея. | 1  | 3  | [ 21 ]    |
|                     | Вёшенка дубовая               | Pleurotus dryinus (Pers.) P.Kumm., 1871                | Шляпка 5—15 см в диаметре, белая, кремовая или желтоватая, в центре. Ножка белая, плотная, до 5 см длины и до 3 см толщины. Мякоть белая, сочная, с приятным запахом. Споры цилиндрические. В Амурской области встречен лишь в урочище «Мухинка». | 3  |    | [ 22 ]    |
|                     | Вольвариелла вольвовая        | Volvariella volvacea (Bull.) Singer, 1951              | Шляпка гриба колокольчатая, диаметром 4—12 см. Трама рыхлая, белого цвета, без запаха и вкуса. Ножка ровная, цилиндрическая, вздута в основании в белый клубень. Споры гладкие либо эллипсоидной либо яйцевидно-эллипсоидной формы. В Амурской области известно лишь одно местонахождение — окрестности Благовещенска. | 3  |    | [ 23 ]    |
|                     | Вольвариелла приподнимающаяся | Volvariella surrecta (Knapp) Singer, 1951              | Шляпка диаметром 3—8 см, колокольчатая вначале, а затем распростёртая. Ножка ровная, цилиндрическая. Мякоть белая, не имеющая запаха, с приятным вкусом. В Амурской области известно лишь одно местообитание — в урочище «Мухинка». | 4  |    | [ 24 ]    |
|                     | Криптопорус вольвоносный      | Cryptoporus volvatus (Peck) Shear, 1902                | Плодовые тела диаметром 1—5 см и толщиной 1—3 см, шарообразной формы, сплюснутые снизу. Мякоть мясистая, бледно-желтая. Споры гладкие, бесцветные. В В Амурской области встречается единичными экземплярами в Зейском, Магдагачинском районах, в урочище «Мухинка». | 3г |    | [ 25 ]    |
|                     | Лиственничная губка           | Laricifomes officinalis (Batsch) Kotl. et Pouzar, 1957 | Плодовые тела сидячие, в виде копытообразных шляпок, диаметром до 25 см и до 10 см толщиной. Мякоть гриба грязновато-белая, вначале мягкая, затем жесткая. В Амурской области обитает в Зейском, Магдагачинском, Сквовородинском, Благовещенском районах. | 2  |    | [ 26 ]    |
|                     | Паннелюс поздний              | Panellus serotinus (Pers.) Kühner, 1950                | Шляпка диаметром 10—15 см, языковидная, вначале серо-бурая, затем грязно-охристая. Мякоть рыхлая, белая, не имеющая запаха. Ножка плотная, опушенная. Споры гладкие, белые либо фиолетовые. В Амурской области встречается в окрестностях Благовещенском и Тындинском районах. | 3б |    | [ 27 ]    |
|                     | Рядовка вонючая               | Tricholoma sciodes (Pers.) C.Martin), 1919             | Шляпка диаметром от 4 до 8 см, светлая, с острым бугоркам в центре. Ножка гриба 5—8 см высотой, гладкая, цилиндрическая. Мякоть гриба светлая, с неприятным запахом, темнеет при изломе. Споры белые, в форме цилиндра. В Амурской области встречен только в урочище «Мухинка». | 4  |    | [ 28 ]    |
|                     | Спарассис курчавый            | Sparassis crispa (Wulfen) Fr., 1821                    | Плодовые тела 10—30 см в диаметре, шаровидные либо полусферические, желтоватые, ломкие. Состоят из многочисленных плоских с волнистым краем ветвей 1 см шириной и 1 мм толщиной. Центральная ножка гриба толстая, имеет длину 5—13 см, 2—5 см диаметром, глубоко погружена в землю, снаружи малозаметна. Споры желтовато-беловатые, эллипсоидные, маслянисты на ощупь. В Амурской области встречен около п. Февральск Селемджинского района.                                        | 3  | 3  | [ 30 ]    |
|                     | Дрожалка листоватая           | Tremella foliacea Pers., 1800                          | Плодовые тела гриба студенистой, желеобразной консистенции, ржаво-коричневого цвета. Произрастает обычно группами. Споры гладкие, овальные. В Амурской области встречается в Хинганском заповеднике, Магдагачинском районе, окрестностях Благовещенска. | 3б |    | [ 31 ]    |
|                     | Мутинус собачий               | Mutinus caninus (Huds.) Fr., 1849                      | Плодовые тела округлые, вытянутые, 2—3 см длиной. Оболочка белого цвета, делящийся в вершине на 2—3 лопасти. Спороносный столбик длиной до 12 см высотой, розового цвета. Споры бесцветные. В Амурской области обитает Зейском, Селемджинском, Свободненском районах, окрестностях Благовещенска. | 3б | 3  | [ 33 ]    |
|                     | Сетконоска сдвоенная          | Phallus duplicatus Bosc, 1811                          | Плодовое тело плотное, шаровидной формы, 4—5 см в диаметре. Цвет гриба меняется со временем от белого до светло-коричневого. После созревания плодовое тело имеет форму шляпочного гриба. Длина ножки 15—20 см, диаметр 4—5 см. Ножка губчатая, цилиндрической формы, сужающиеся к основанию, имеет вольву у основания. Споры эллипсоидные, гладкие. Сапротроф, произрастает на гнилой древесине. В Амурской области вид встречается в окрестностях Зеи, Белогорска, Благовещенска. | 2а | 3  | [ 35 ]    |